# Olszanka (rejon żółkiewski)
Olszanka (ukr. Вільшанка) – wieś na Ukrainie, w rejonie lwowskim (wczesniej w rejonie żółkiewskim) obwodu lwowskiego. Wieś liczy około 25 mieszkańców.
W II Rzeczypospolitej do 1934 samodzielna gmina jednostkowa. Następnie należała do zbiorowej wiejskiej gminy Potylicz w powiecie rawskim w woj. lwowskim. Po wojnie wieś została odłączona od Polski i włączona w struktury administracyjne Ukraińskiej SRR.